# Morton Gurtin
Morton Edward Gurtin (* 7. März 1934 in Jersey City, New Jersey; † 20. April 2022) war ein US-amerikanischer Ingenieurwissenschaftler für Mechanik und Materialwissenschaft.

## Werdegang
Gurtin studierte Maschinenbau (Mechanical Engineering) am Rensselaer Polytechnic Institute mit dem Bachelor-Abschluss 1955 und wurde 1961 an der Brown University bei Eli Sternberg in Angewandter Mathematik promoviert (Some Theorems In The Linear Theory Of Elasticity). Davor war er 1955/56 Ingenieur bei Douglas Aircraft und 1956 bis 1959 bei General Electric. 1962 wurde er Assistant Professor und später Associate Professor an der Brown University und ab 1966 war er Professor an der Carnegie Mellon University.
Er war unter anderem Gastprofessor in Glasgow, Strathclyde, Poitiers, Paris, Istanbul, Pisa, Rio de Janeiro, Mexiko-Stadt sowie an der Simon Fraser University und war Berater des Los Alamos National Laboratory und der Sandia National Laboratories. 1974 war er Guggenheim Fellow.
Er befasste sich mit den Grundlagen der nichtlinearen Kontinuumsmechanik und Thermodynamik in Anschluss an die Untersuchungen von Clifford Truesdell und Walter Noll,  wobei er mathematische Methoden zum Beispiel aus der Theorie dynamischer Systeme und der geometrischen Maßtheorie anwandte. Ab den 1980er Jahren befasste er sich mit Dynamik von Phasenübergängen, von Bruchdynamik, kristalliner Plastizität, Diffusion auf atomarer Ebene und Mikromechanik, wobei er nicht-klassische makroskopische Kräfte einführte, die sich aus Konfigurationen zum Beispiel der Kinetik von Phasengrenzen ergeben oder aus der mikroskopischen Beschreibung.
2004 erhielt er die Timoschenko-Medaille. 1994 wurde er Ehrendoktor der Universität La Sapienza in Rom. 2001 erhielt er den Cataldo e Angiola Angostinelli Preis der Accademia dei Lincei.
Er starb am 20. April 2022 im Alter von 88 Jahren.

## Schriften
- The linear theory of elasticity, in Siegfried Flügge, Clifford Truesdell (Hrsg.) Handbuch der Physik, Bd. VIa/2, Festkörpermechanik/Mechanics of Solids, Springer Verlag 1972
- An introduction to continuum mechanics, Academic Press 1981
- Thermomechanics of Evolving Phase Boundaries in the Plane, Oxford University Press, 1993
- Configurational Force as a Basic Concept of Continuum Physics, Springer-Verlag, 2000
- mit Eliot Fried, Lallit Anand: The mechanics and thermodynamics of continua, Cambridge University Press 2010
- Herausgeber mit Geoffrey B. McFadden: On the evolution of phase boundaries, Springer Verlag 1992
- Herausgeber Phase transformations and material instabilities in solids, Academic Press 1984
- Topics in finite elasticity, SIAM 1981